# Oz – en fantastisk värld
Oz – en fantastisk värld (originaltitel: Return to Oz) är en amerikansk-brittisk långfilm från 1985 i regi av Walter Murch.

## Handling
Dorothy Gale har länge drömt om en annan värld som hon är övertygad om att hon en gång besökt, men det är ingen som tror henne. Istället tror alla att hon blivit galen och en läkare bestämmer sig för att börja utföra psykiatriska experiment på henne. Men precis innan experimenten ska påbörjas hinner en mystisk flicka rädda Dorothy och för henne till platsen hon drömt om - landet Oz. En elak häxa och en ondskefull kung håller på att förstöra landet och det är upp till Dorothy att stoppa dem innan det är för sent.

## Rollista i urval
| Fairuza Balk     | – Dorothy Gale             |
| Nicol Williamson | – Dr. Worley/The Nome King |
| Jean Marsh       | – Nurse Wilson/Mombi       |
| Piper Laurie     | – Faster Em                |
| Matt Clark       | – Farbror Henry            |
| Brian Henson     | – Jack Pumpkinhead         |
| Justin Case      | – Fågelskrämman            |

## Om filmen
Filmen är en fristående uppföljare till Trollkarlen från Oz från 1939. Första filmen är baserad på boken Den underbara trollkarlen från Oz av L. Frank Baum och den här uppföljaren är baserad på den andra och den tredje boken i Baums Oz-serie; The Marvelous Land of Oz och Ozma of Oz.
Det dröjde 46 år innan Trollkarlen från Oz fick en uppföljare, och filmen fick en plats i Guinness rekordbok tack vare detta då det är väldigt ovanligt att det dröjer så lång tid innan en film får en uppföljare.
Filmen var tekniskt avancerad för sin tid och krävde tre år av förproduktion, för att åstadkomma önskad nivå av stop motion samt fjärrstyrning av dockor. Själva inspelningen tog 16 veckor vid Elstree Studios utanför London.

## Mottagande
Filmen blev nominerad för bästa specialeffekter vid Oscarsgalan 1986.